# Championnats de France de cyclisme sur piste 2022
Navigation
2021 2023
Les championnats de France de cyclisme sur piste 2022 se déroulent du 20 au 27 août sur le Vélodrome de Toulon-Provence-Méditerranée à Hyères.

## Résultats

### Hommes
| Compétitions                            | Or                                                                                       | Argent                                                                                  | Bronze                                                                                          |
| --------------------------------------- | ---------------------------------------------------------------------------------------- | --------------------------------------------------------------------------------------- | ----------------------------------------------------------------------------------------------- |
| Épreuves élites                         |                                                                                          |                                                                                         |                                                                                                 |
| Kilomètre                               | Melvin Landerneau                                                                        | Rayan Helal                                                                             | Quentin Lafargue                                                                                |
| Keirin                                  | Sébastien Vigier                                                                         | Rayan Helal                                                                             | Thierry Fontanille                                                                              |
| Vitesse                                 | Rayan Helal                                                                              | Sébastien Vigier                                                                        | Tom Derache                                                                                     |
| Poursuite                               | Corentin Ermenault                                                                       | Hugo Pommelet                                                                           | Nicolas Hamon                                                                                   |
| Poursuite par équipes                   | AVC Aix-en-Provence- Emmanuel Houcou - Corentin Ermenault - Cédric Monge - Hugo Pommelet | Pays de la Loire- Florian Maitre - Erwan Besnier - Valentin Bramoulle - Dorian Perleaux | Auvergne-Rhône-Alpes- Nathan Chevrier - Dimas Robin - Clément Millet - Emanuel Chaillan         |
| Course aux points                       | Louis Pijourlet                                                                          | Nicolas Hamon                                                                           | Jean-Louis Le Ny                                                                                |
| Américaine                              | AVC Aix-en-Provence 2- Corentin Ermenault - Hugo Pommelet                                | Hauts-de-France- Clément Cordenos - Nicolas Hamon                                       | Région Sud- Jordan Delevoye - Julien Robic                                                      |
| Scratch                                 | Nicolas Hamon                                                                            | Dorian Carreau                                                                          | Cédric Monge                                                                                    |
| Omnium                                  | Louis Pijourlet                                                                          | Nicolas Hamon                                                                           | Jean-Louis Le Ny                                                                                |
| Elimination                             | Jean-Louis Le Ny                                                                         | Quentin Lafargue                                                                        | Thibault Rollée                                                                                 |
| Épreuves juniors                        |                                                                                          |                                                                                         |                                                                                                 |
| Kilomètre                               | Sam Penaud                                                                               | Yann Velna                                                                              | Maxence Colombe                                                                                 |
| Keirin                                  | Sam Penaud                                                                               | Antoine Capelle                                                                         | Maxence Vantieghem                                                                              |
| Vitesse                                 | Sam Penaud                                                                               | Maxence Vantieghem                                                                      | Maël Rampal                                                                                     |
| Vitesse par équipes (cadets et juniors) | Île-de-France- Théo Tuncq - Félix Tilly - Mathis Adélaïde                                | Bretagne- Étienne Oliviero - Maël Rampal - Lucas Le Normand                             | La Réunion- Gaëtan Mallard - Nicolas Laugier - Yann Velna                                       |
| Poursuite                               | Mathieu Dupé                                                                             | Titouan Fontaine                                                                        | Axel Salvadori                                                                                  |
| Poursuite par équipes                   | Auvergne-Rhône-Alpes- Maxime Buffaz - Titouan Fontaine - Axel Salvadori - Numa Vincent   | Nouvelle-Aquitaine- Maxence Colombe - Rafaël Delhomme - Mathieu Dupé - Théo Sabatier    | Bretagne- Kilian Pérennes - Ewen Prémel - Alexis Quintanel - Alessio Gombaud - Lucas Le Normand |
| Course aux points                       | Nathanaël Boutron                                                                        | Mathieu Dupé                                                                            | Ewen Prémel                                                                                     |
| Américaine                              | Hauts-de-France- Nicolas Forbras - Maël Zahem                                            | Auvergne-Rhône-Alpes 1- Titouan Fontaine - Axel Salvadori                               | Auvergne-Rhône-Alpes 2- Maxime Buffaz - Numa Vincent                                            |
| Scratch                                 | Mathieu Dupé                                                                             | Maxence Colombe                                                                         | Antoine Capelle                                                                                 |
| Omnium                                  | Titouan Fontaine                                                                         | Nicolas Forbras                                                                         | Florian Linval                                                                                  |
| Épreuves cadets                         |                                                                                          |                                                                                         |                                                                                                 |
| 500 mètres                              | Étienne Oliviero                                                                         | Matthias Sylvanise                                                                      | Nicolas Laugier                                                                                 |
| Keirin                                  | Étienne Oliviero                                                                         | Nicolas Laugier                                                                         | Julien Hinault                                                                                  |
| Vitesse                                 | Étienne Oliviero                                                                         | Julien Hinault                                                                          | Lucas Menanteau                                                                                 |
| Poursuite                               | Pablo Laruelle                                                                           | Lucas Menanteau                                                                         | Baptiste Millet                                                                                 |
| Course aux points                       | Théo Paris                                                                               | Charles Fortin                                                                          | Baptiste Millet                                                                                 |
| Américaine                              | Bretagne 1- Pablo Laruelle - Etienne Oliviero                                            | Bretagne 2- Julien Hinault - Théo Paris                                                 | Auvergne-Rhône-Alpes- Camille Charret - Benjamin Pasquet                                        |
| Scratch                                 | Samuel Serres                                                                            | Lucas Menanteau                                                                         | Matthias Sylvanise                                                                              |
| Omnium                                  | Ulrich Martial                                                                           | Lénaïc Imbourg                                                                          | Camille Charret                                                                                 |

### Femmes
| Compétitions                              | Or                                                                                    | Argent                                                                                       | Bronze                                                                      |
| ----------------------------------------- | ------------------------------------------------------------------------------------- | -------------------------------------------------------------------------------------------- | --------------------------------------------------------------------------- |
| Épreuves élites                           |                                                                                       |                                                                                              |                                                                             |
| 500 mètres                                | Taky Marie-Divine Kouamé                                                              | Mathilde Gros                                                                                | Julie Michaux                                                               |
| Keirin                                    | Mathilde Gros                                                                         | Taky Marie-Divine Kouamé                                                                     | Julie Michaux                                                               |
| Vitesse                                   | Mathilde Gros                                                                         | Taky Marie-Divine Kouamé                                                                     | Julie Michaux                                                               |
| Poursuite                                 | Jade Labastugue                                                                       | Marie Patouillet                                                                             | Cindy Pomares                                                               |
| Poursuite par équipes                     | Île-de-France- Marie Patouillet - Laura Da Cruz - Océane Tessier - Kristina Nenadovic | Sprinteur Club Féminin- Constance Marchand - Cindy Pomares - Laura Guégan - Doriane Kaufmann | Bretagne- Maurène Trégouët - Maryanne Hinault - Emma Henry - Angelina Robic |
| Course aux points                         | Jade Labastugue                                                                       | Océane Tessier                                                                               | Maryanne Hinault                                                            |
| Américaine                                | Île-de-France - Doriane Kaufmann - Cindy Pomares                                      | Bretagne- Maurène Trégouët - Maryanne Hinault                                                | Auvergne-Rhône-Alpes- Marion Cartier - Myriam Lévite                        |
| Scratch                                   | Bénédicte Ollier                                                                      | Constance Marchand                                                                           | Kristina Nenadovic                                                          |
| Omnium                                    | Jade Labastugue                                                                       | Constance Marchand                                                                           | Kristina Nenadovic                                                          |
| Elimination                               | Jade Labastugue                                                                       | Océane Tessier                                                                               | Kristina Nenadovic                                                          |
| Épreuves juniors                          |                                                                                       |                                                                                              |                                                                             |
| 500 mètres                                | Farrah Prudent                                                                        | Marie Louisa Drouode                                                                         | Maurène Trégouët                                                            |
| Keirin                                    | Doriane Kaufmann                                                                      | Maurène Trégouët                                                                             | Marie Louisa Drouode                                                        |
| Vitesse                                   | Farrah Prudent                                                                        | Maurène Trégouët                                                                             | Louise Julien                                                               |
| Vitesse par équipes (cadettes et juniors) | Île-de-France- Lilou Ledeme - Farrah Prudent - Doriane Kaufmann                       | Bretagne- Eva Philippe - Ilona Rouat - Maurène Trégouët                                      | Hauts-de-France- Elina Cabot - Kloé Saugrain - Ambre Radadi                 |
| Poursuite                                 | Doriane Kaufmann                                                                      | Ambre Radadi                                                                                 | Maurène Trégouët                                                            |
| Course aux points                         | Maurène Trégouët                                                                      | Aurore Flament                                                                               | Myriam Lévite                                                               |
| Scratch                                   | Lise Ménage                                                                           | Maurène Trégouët                                                                             | Marion Cartier                                                              |
| Épreuves cadettes/minimes                 |                                                                                       |                                                                                              |                                                                             |
| 500 mètres                                | Lilou Ledeme                                                                          | Eva Philippe                                                                                 | Léane Tabu                                                                  |
| Keirin                                    | Léane Tabu                                                                            | Elina Cabot                                                                                  | Ilona Rouat                                                                 |
| Vitesse                                   | Lilou Ledeme                                                                          | Elina Cabot                                                                                  | Léane Tabu                                                                  |
| Poursuite                                 | Léane Tabu                                                                            | Elina Cabot                                                                                  | Ilona Rouat                                                                 |
| Course aux points                         | Léane Tabu                                                                            | Violette Demay                                                                               | Léa Bourasseau                                                              |
| Américaine                                | Centre-Val de Loire- Violette Demay - Léane Tabu                                      | Bretagne 2- Aurélie de Guerdavid - Ilona Rouat                                               | Bretagne 1- Ambre Jouault - Eva Philippe                                    |
| Scratch                                   | Léane Tabu                                                                            | Ilona Rouat                                                                                  | Mélanie Dupin                                                               |
| Omnium                                    | Mélanie Dupin                                                                         | Léane Tabu                                                                                   | Léa Grondin                                                                 |